# Ловци у снегу (слика Бројгела)
Ловци у снегу (хол. Jagers in de Sneeuw), такође позната као Повратак ловаца, је уље на дрвету из 1565. Питера Бројгела Старијег. У питању је једно у низу дела, од којих је пет сачувано, а која приказују различита доба године. Слика је део колекције Музеј историје уметности у Бечу, Аустрија. Ова сцена је смештена у време позне зиме током децембра/јануара.

## Опис и садржина
Слика приказује зимску сцену у којој се три ловца враћају са експедиције у пратњи паса. По изгледу, њихови напори нису били усппешни; изгледа да се ловци уморно вуку, а пси изгледају потлачено и јадно. Један човек носи „оскудан леш лисице“ који илуструје оскудност лова. Испред ловаца у снегу су отисци зеца или зеца — који је побегао или га ловци промашили. Укупан визуелни утисак је миран, хладан, облачан дан; боје су пригушене беле и сиве, дрвеће је без лишћа, а дим је видљив у ваздуху. Неколико одраслих и дете спремају храну (прасе) у гостионици са спољном ватром. Приказани су оштри планински врхови којих нема у Белгији или Холандији.
Слика уочљиво приказује вране које седе на огољелим дрвећем и свраку која лети у горњем центру сцене. Бројгел понекад користи ове врсте птица да укаже на лош знак, јер су у холандској култури свраке повезане са ђаволом.
Назубљени врховима видљиви су на другој страни пејзажа. Види се воденица са залеђеним точком. У даљини, фигуре клизају на леду, играју бенди (пре него што је то постао спорт) и играју ајсток (буквално „ледени штап“ – слично карлингу) на залеђеном језеру; приказане су као силуете.

## Интерпретација и рецепција
У сегменту „мишљења“ часописа Nature, историчар уметности Мартин Кемп истиче да су дела старих мајстора популарне теме за божићне честитке и наводи да „вероватно ниједна 'секуларна' тема није популарнија од... Ловаца у снегу“.
Слика је тема екфрастичне песме модернистичког песника Вилијама Карлоса Вилијамса Ловац у снегу.
Ловци у снегу се појављују у филму Соларис (1972) руског редитеља Андреја Тарковског.
Сачуване слике из циклуса Месеци у години су:
- Ловци у снегу, децембар–јануар, познати и као „зима“
- Тмурни дан, фебруар–март, познат и као „рано пролеће“
- Пролеће, 1565, цртеж прављен да буде урезан и наговештава април-мај. Очигледно је никада није насликао сам Бројгел, али након његовог смрти објављено је на десетине верзије.
- Жетва сена, јун–јул
- Жетва, август–септембар
- Повратак стада, октобар–новембар

## Популарна култура
Филм 24 Frames структуриран је у 24 поглавља Оквира који се обично постављају у фиксни положај камере и снимају сцену природе или морске обале. 'Радња' сваког оквира је веома ограничена и често се фокусира на једну или две животиње које или случајно комуницирају или можда нејасно међусобно комуницирају. Уводни оквир приказује Бројгелово ремек-дело Ловаца у снегу и селективно анимира радње једне од животиња или птица које је Бројгел приказао.